# Private Road
Private Road is een  Britse dramafilm uit 1971 onder regie van Barney Platts-Mills. Hij won met deze film de Gouden Luipaard op het filmfestival van Locarno.

## Verhaal
De jonge auteur Peter Morrissey neemt een pauze alvorens zijn laatste roman af te werken. Hij gaat samenwonen met Ann Halpern. Samen experimenteren ze met seks en drugs. De ouders van Ann hebben daar problemen mee.

## Rolverdeling
| Acteur           | Personage        |
| ---------------- | ---------------- |
| Susan Penhaligon | Ann Halpern      |
| Bruce Robinson   | Peter Morrissey  |
| Michael Feast    | Stephen          |
| Robert Brown     | Mijnheer Halpern |
| George Fenton    | Henry            |
| Kathleen Byron   | Mevrouw Halpern  |
| Patricia Cutts   | Erica Talbot     |
| Trevor Adams     | Alex Marvel      |
| Susan Brodrick   | Sylvia Halpern   |